# Batrachedridae
Los batraquédridos (Batrachedridae) son una pequeña familia de lepidópteros ditrisios. Son polillas pequeñas y delgadas que descansan con las alas bien plegadas alrededor del cuerpo. La taxonomía de este y otros grupos se disputa a menudo. Mucho tiempo se pensó que contenía dos géneros, Batrachedra (con muchas especies) y Houdinia (una sola especie, Houdinia flexissima de Nueva Zelanda y las islas circundantes).
Recientemente, otros géneros se han asignado a la familia. Estos incluyen:
- Chedra Hodges, 1966
- Corythangela Meyrick, 1897
- Duospina Hodges, 1966
- Homaledra Busck, 1900
- Ifeda Hodges, 1966